# Пасош Јужног Судана
Пасош Јужног Судана је међународна путна исправа за становнике Јужног Судана. Издавање документа почело је 1. јануара 2012. године. године Пасош је званично пустио у оптицај председник Салва Кир Мајардит на специјалној церемонији 3. јануара у главном граду Џуби. Рок важност исправе је пет година.

## Визни режим
Грађани Јужног Судана могу без визе да посете 38 држава света, по чему је ова држава на 95 месту по слободни кретања.